# Aziziye, Susurluk
Aziziye là một xã thuộc huyện Susurluk, tỉnh Balıkesir, Thổ Nhĩ Kỳ. Dân số thời điểm năm 2010 là 157 người.